# Se uppåt i prövningens timma
Se uppåt i prövningens timma är en amerikansk psalm från 1954 med text och musik av Kaleb Johnson.

## Sången finns publicerad som
- Nummer 420 i Frälsningsarméns sångbok 1968 under rubriken "Erfarenhet och vittnesbörd".